# Oenomaus
Oenomaus is een geslacht van vlinders van de familie Lycaenidae, uit de onderfamilie Theclinae.

## Soorten
- O. atena (Hewitson, 1867)
- O. atesa (Hewitson, 1867)
- O. geba (Hewitson, 1877)
- O. ortygnus (Cramer, 1782)